# Kaltenbach (Agger, Engelskirchen)
Der Kaltenbach, im Oberlauf für 1,5 km Hipperichsiefen genannt, ist ein 5,8 km langer, orografisch linker Nebenfluss der Agger in Nordrhein-Westfalen, Deutschland. Der Bach fließt vollständig im Oberbergischen Kreis.

## Geographie
Der Bach entspringt als Hipperichsiefen am nordwestlichen Ortsrand von Brächen auf einer Höhe von 322 m ü. NN. Von hier aus fließt der Bach zunächst in nordwestliche Richtungen ab und passiert nach einer etwa 1 km langen Fließstrecke die Grenze zu Engelskirchen. Ab der Mündung eines kurzen Zuflusses etwa 500 m weiter flussabwärts wird der Bach Kaltenbach. In dem folgenden Abschnitt wird der Bach durch mehrere Teiche gestaut und er wendet seinen Lauf nach Nordosten. Wenig später durchfließt der Bach die Ortschaft Kaltenbach. Am nördlichen Ortsrand mündet rechtsseitig der 1,3 km lange Uferbach. Wieder in nordwestliche Richtungen fließend wird der Bach begleitet von der Landesstraße 302. Südlich des Hüttenbergs wird der Bach erneut gestaut. Hier wird Wasser in einen Graben abgeschlagen (GKZ 27285916). Etwa 250 m unterhalb des Staudamms mündet linksseitig der 1 km lange Hollensiefen, bevor der Kaltenbach selber bei Unterkaltenbach auf 126 m ü. NN linksseitig in die Agger mündet.
Bei einem Höhenunterschied von 196 m beträgt das mittlere Sohlgefälle 36,3 ‰. Das 5,756 km² große Einzugsgebiet wird über Agger, Sieg und Rhein zur Nordsee entwässert.